# کارنامه اسلام
کارنامه اسلام نام کتابی است از دکتر عبدالحسین زرین‌کوب. او این کتاب را اول بار در سال ۱۳۴۸ به چاپ رسانید. موضوع این کتاب فرهنگ و تمدن اسلامی است.